# سيمون باروخ
سيمون باروخ (بالإنجليزية: Simon Baruch)‏ هو طبيب وجراح أمريكي، ولد في 29 يوليو 1840 في سوارجدج ‏ في بولندا، وتوفي في 3 يونيو 1921 في نيويورك في الولايات المتحدة.